# Vlag van Dirksland

Vlag van de gemeente Dirksland (1983-2013)

De vlag van Dirksland is op 25 augustus 1983 bij raadsbesluit vastgesteld als de gemeentevlag van de Nederlandse gemeente Dirksland, provincie Zuid-Holland. De vlag wordt als volgt beschreven:
Geel van kleur, in het midden beladen met een zwarte drielingsbalk, die boven aan de broekzijde wordt vergezeld van een rode krab, geplaatst op 1/5 van de lengte van het doek en onder, aan dezelfde zijde, van een drietal zwarte  ganzenpoten, geplaatst 2 en 1, de middelste wederom geplaatst op 1/5 van de lengte van de vlag.
De vlag is geel en heeft in de broeking boven een rode krab en onder drie ganzenvoeten. Boven- en onderzijde worden van elkaar gescheiden door middel van drie dunne zwarte lijnen over de gehele lengte van de vlag. Het ontwerp is afkomstig van G.A. Bontekoe en is gebaseerd op het gemeentewapen. De drie ganzenpoten en de krab zijn van plaats verwisseld ten opzichte van het wapen, en de drie golflijnen in het wapen zijn op de vlag als rechte lijnen weergegeven. Ook zijn de drie ganzenpoten niet naast elkaar geplaatst, maar twee en een boven elkaar, wat in de heraldiek gebruikelijker is.
Op 1 januari 2013 is Dirksland opgegaan in de gemeente Goeree-Overflakkee. De vlag is daardoor als gemeentevlag komen te vervallen.

## Dorpsvlag

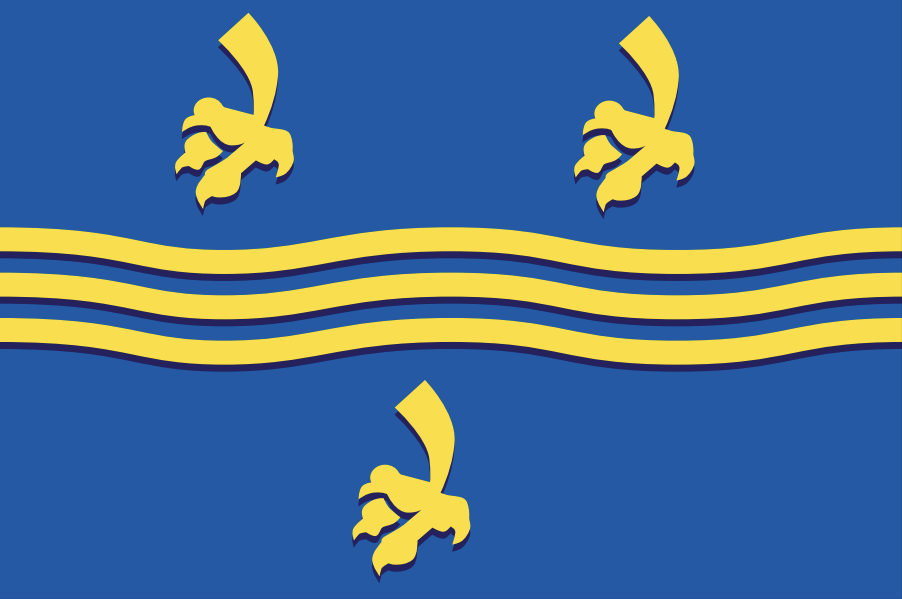
Dorpsvlag van Dirksland

De alternatieve vlag is gebaseerd op het oude gemeentewapen uit 1816 en wordt gebruikt als dorpsvlag. De vlag is blauw en heeft drie gele golvende lijnen, met bovenaan twee gele vogelpoten geplaatst en onderaan één vogelpootje. De golven zullen wijzen op zee, terwijl de ganzenpoten als eerste bewoners van zeevogels staan na het droogvallen van de grond. Deze vlag is op 20 mei 2019 gebruik genomen.

## Verwante afbeeldingen

Het wapen van Dirksland (1966)
Het wapen van Dirksland (1816-1966)

Alkemade 
· Ameide 
· Ammerstol 
· Arkel 
· Asperen 
· Benthuizen 
· Bergambacht 
· Bergschenhoek 
· Berkel en Rodenrijs 
· Bernisse 
· Binnenmaas 
· Bleiswijk 
· Bleskensgraaf en Hofwegen
· Bodegraven 
· Boskoop
· Brielle 
· Cromstrijen 
· De Lier 
· Delfshaven 
· Dirksland 
· Everdingen 
· Geervliet 
· Giessenburg 
· Giessenlanden
· Goedereede 
· Goudswaard 
· Graafstroom 
· 's-Gravendeel 
· 's-Gravenzande 
· Groot-Ammers
· Hagestein 
· Haastrecht 
· Hazerswoude 
· Heenvliet 
· Heerjansdam 
· Hei- en Boeicop
· Heinenoord
· Hellevoetsluis 
· Hillegersberg
· Jacobswoude
· Kamerik
· Korendijk
· Koudekerk aan den Rijn
· Krimpen aan de Lek
· Langerak
· Leerdam
· Leidschendam
· Leimuiden
· Lexmond
· Liemeer
· Liesveld
· Maasland
· Middelharnis
· Mijnsheerenland
· Moerhuizen
· Moerkapelle
· Molenwaard
· Monster
· Moordrecht
· Naaldwijk
· Nederlek
· Nieuw-Beijerland
· Nieuwerkerk aan den IJssel
· Nieuw-Lekkerland
· Nieuwpoort
· Nieuwveen
· Noordwijkerhout
· Nootdorp
· Numansdorp
· Oostflakkee
· Oostvoorne
· Oud-Alblas
· Oud-Beijerland 
· Oude-Tonge 
· Oudenhoorn 
· Ouderkerk 
· Ouderkerk aan den IJssel
· Overschie
· Piershil 
· Pijnacker 
· Poortugaal 
· Puttershoek 
· Reeuwijk 
· Rhoon 
· Rijnsaterwoude 
· Rijnsburg 
· Rijnwoude 
· Rockanje 
· Rozenburg 
· Sassenheim 
· Schelluinen 
· Schipluiden 
· Schoonhoven 
· Schoonrewoerd 
· Sommelsdijk 
· Spijkenisse 
· Streefkerk 
· Strijen 
· Ter Aar 
· Valkenburg 
· Vianen 
· Vierpolders 
· Vlist 
· Voorburg 
· Voorhout 
· Warmond 
· Wateringen 
· Westmaas 
· Westvoorne 
· Woerden 
· Woubrugge 
· Zederik 
· Zevenhoven 
· Zevenhuizen 
· Zevenhuizen-Moerkapelle 
· Zuid-Beijerland 
· Zuidland 
· Zwammerdam 
· Zwartewaal
Achthuizen
· Den Bommel
· Dirksland
· Dubbeldam
· Goedereede
· Gouderak
· Heerjansdam
· Herkingen
· Hoek van Holland
· Kaag
· Katwijk
· Kijkduin
· Klaaswaal
· Lekkerkerk
· Lisse
· Maasdam
· Maasland
· Melissant
· Middelharnis
· Nieuwe-Tonge
· Noordeloos
· Ooltgensplaat
· Ouddorp
· Oude-Tonge
· Rijnsburg
· Rockanje
· Scheveningen
· Sommelsdijk
· Stad aan 't Haringvliet
· Stellendam
· Tiengemeten
· Valkenburg
· Wieldrecht